# Kalwaka
Kalwaka est une localité située dans le département de Soaw de la province du Boulkiemdé dans la région Centre-Ouest au Burkina Faso.

## Éducation et santé
La commune accueille une école primaire publique, dont les résultats sportifs en football – plusieurs titres en compétition de l'OSEP – sont réputés dans le département.
Kalwaka possède un centre de santé–maternité tandis que le centre médical avec antenne chirurgicale (CMA) se trouve à Nanoro.